# Padre del ciel, dopo i perduti giorni
Padre del ciel, dopo i perduti giorni è la sessantaduesima lirica (RVF 62) nonché il sonetto XLVIII (48) del Canzoniere di Francesco Petrarca, nel quale l’autore, undici anni dopo l’incontro con Laura, implora Gesù di salvarlo dallo sviamento provocato dall’innamoramento per la donna.

## Testo e Parafrasi
| Testo | Parafrasi |
| --- | --- |
| Padre del ciel, dopo i perduti giorni, dopo le notti vaneggiando spese, con quel fero desio ch’al cor s’accese, mirando gli atti per mio mal sì adorni, piacciati omai col Tuo lume ch’io torni ad altra vita et a più belle imprese, sì ch’avendo le reti indarno tese, il mio duro adversario se ne scorni. Or volge, Signor mio, l’undecimo anno ch’i’ fui sommesso al dispietato giogo che sopra i più soggetti è più feroce. ’’Miserere’’ del mio non degno affanno; reduci i pensier’ vaghi a miglior luogo; ramenta lor come oggi fusti in croce. | Padre del cielo, dopo i giorni persi, dopo le notti trascorse in vane occupazioni, insieme al feroce desiderio che si accese nel cuore, osservando gli atti, per mia disgrazia, così delicati, ti piaccia ormai, per la luce della Tua misericordia, che io torni a un’altra vita e a imprese più nobili, cosicché avendo invano teso l’agguato, il mio ostinato avversario ne resti svergognato. Ricorre ora, Signore mio, l’undicesimo anno che io fui sottomesso allo spietato dominio che è tanto più feroce quanto più vi si è sottomessi. Abbi pietà del mio indegno dolore; riconduci i miei instabili pensieri a più degna meta; ricorda loro come oggi fosti crocifisso. |

## Struttura metrica
Il sonetto è costituito da 14 versi, divisi in quattro strofe: 2 quartine e 2 terzine. Le rime sono costituite secondo lo schema metrico ABBA-ABBA; CDE-CDE.